# 고급 전원 관리
고급 전원 관리(Advanced Power Management, APM)는 인텔과 마이크로소프트가 개발한 API로, IBM 호환 PC에서 돌아가는 운영 체제가 바이오스(컴퓨터 펌웨어의 일부)와 함께 동작하여 전원 관리를 수행할 수 있게 만들어 준다. 배터리 충전을 사용하는 노트북 컴퓨터를 위해 고안되었다. 전력 필요량을 알려 주어 컴퓨터 부품의 속도를 조절할 수 있다.
ACPI가 APM의 뒤를 잇는다. 마이크로소프트는 윈도우 비스타부터 APM에 대한 지원을 끊고 있다.

## 개요
APM은 계층화된 접근 방식을 사용하여 장치를 관리한다. APM 인식 애플리케이션(장치 드라이버 포함)은 OS별 APM 드라이버와 통신한다. 이 드라이버는 하드웨어를 제어하는 APM 인식 BIOS와 통신한다. 장치별로 APM 제어를 거부할 수 있는 기능이 있는데, 이는 드라이버가 하드웨어 장치와 직접 통신하려는 경우 사용할 수 있다.
의사소통은 양방향으로 이루어진다. 전원 관리 이벤트는 BIOS에서 APM 드라이버로 전송되고, APM 드라이버는 함수 호출을 통해 BIOS에 정보와 요청을 보낸다. 이런 방식으로 APM 드라이버는 BIOS와 운영 체제 사이의 중개자 역할을 한다.
전원 관리는 두 가지 방식으로 이루어진다. 위에서 언급한 기능 호출을 통해 APM 드라이버에서 BIOS로 전원 상태 변경을 요청하고 장치 활동에 따라 자동으로 실행된다.
APM 1.0 및 APM 1.1에서는 전원 관리가 BIOS에 의해 거의 완전히 제어된다. APM 1.2에서는 운영 체제가 PM 시간(예: 일시 중지 시간 초과)을 제어할 수 있다.

## 같이 보기
- 그린 컴퓨팅
- 전원 관리